# كارلتون كيس
كارلتون كيس (بالإنجليزية: Carlton Cuse) (و. 1959  م) هو كاتب سيناريو، ومنتج أفلام، وكاتب من الولايات المتحدة، والمكسيك، ولد في مدينة مكسيكو.

## التعليم
تعلم في جامعة هارفارد.

## جوائز
حصل على جوائز منها:
- جائزة نقابة الكتاب الأمريكية.

## وصلات خارجية
- كارلتون كيس على موقع IMDb (الإنجليزية)
- كارلتون كيس على موقع ألو سيني (الفرنسية)
- كارلتون كيس على موقع أول موفي (الإنجليزية)
- كارلتون كيس على موقع قاعدة بيانات الأفلام السويدية (السويدية)
- كارلتون كيس على موقع قاعدة بيانات الفيلم (الإنجليزية)
- كارلتون كيس على موقع كينوبويسك (الروسية)